# تورا گوزن
تورا گوزن یا سیگان-این (به ژاپنی: 青岩院 せいがんいん); تولد ۱۵۱۲ – مرگ ۲ ژوئن ۱۵۶۸، یک زن در دوره سنگوکو همسر اصلی یا کی‌شیتسو ناگائو تامه‌کاگه و مادر اوئه‌سوگی کنشین اهل ژاپن بود.